# Anastasia Schneider
Anastasia Schneider, född 23 juli 2001 i Stockholm, är en svensk konståkare. Hon vann svenska mästerskapen i ungdomsklassen år 2014, tog silver i ungdomsklassen år 2013 och vann guld i riksmästerskapen 2012. Hon vann även svenska juniormästerskapen år 2015. Hon har även deltagit på nordiska mästerskapen år 2012 då hon tog brons, 2013 då hon tog brons och 2014 då hon tog silver. Sedan september 2014 är hon en del av svenska landslaget i konståkning och hennes hemmaklubb är Solna Konståkning.